# Arauca, Arauca
Arauca là một khu tự quản thuộc tỉnh Arauca, Colombia. Thủ phủ của khu tự quản Arauca đóng tại Arauca Khu tự quản Arauca có diện tích #5721# ki lô mét vuông. Đến thời điểm ngày 28 tháng 5 năm 2005, khu tự quản Arauca có dân số #39796# người.